# Francesca Vidal i Puig
Francesca Andrea Bernarda Vidal i Puig (Barcelona, 5 de juny de 1880 - Prada de Conflent, 18 de gener de 1955) fou una violoncel·lista catalana.

## Biografia
Fou filla de Francesc Vidal i Jevellí i Mercè Puig i Buscó. La seva germana fou la coneguda pintora Lluïsa Vidal i Puig (1876-1918).
L'any 1895, Pau Casals amb 19 anys va fer classes a la família Vidal i Puig. Així es van conèixer Francesca i Pau Casals. Francesca es va casar amb Felip Capdevila, amic íntim del mestre. Quan el 1920 Pau Casals fundà l'Orquestra Pau Casals va nomenar tresorer Felip Capdevila, encarregant-se Francesca de l'arxiu. Un any després moria Capdevila i ella agafaria les regnes de l'orquestra: n'era l'ànima.
Només diaris estrangers, com ara el The New York Times, van publicar la noticia de la mort de Francesca. Amb el títol "Casals trenca l'exili", l'agència AP va emetre el 22 de gener de 1955 un article, en anglès, que deia: "Pablo Casals, el mundialment reconegut violoncel·lista espanyol, ha trencat el seu exili per assistir al funeral de la seva esposa, Francesca, al Vendrell. El músic de 77 anys ha estat vivint fora d'Espanya des de l'inici de la guerra civil espanyola el 1936. Va prometre que no tornaria a Espanya mentre el General Franco estigués al poder. Les autoritats espanyoles no han dificultat la seva tornada. Ell i la seva esposa van néixer al Vendrell, un poblet a 20 milles al nord d'aquí. Ahir va tornar amb les despulles de la seva esposa per ser enterrades al cementiri local. Havien estat vivint durant un temps a Prada, just passada la frontera a Franca. Ell veurà de tornar a Prada demà".
Malgrat que aquests diaris indiquessin que Francesca Vidal era l'esposa de Pau Casals, de fet no es van poder mai casar, perquè ell no havia obtingut encara el divorci de la mezzosoprano estatunidenca Susan Metcalfe, divorci que va haver d'esperar a 1957, però un sacerdot va oficiar un cert ritu de casament in articulo mortis.